# Rete a bilancia

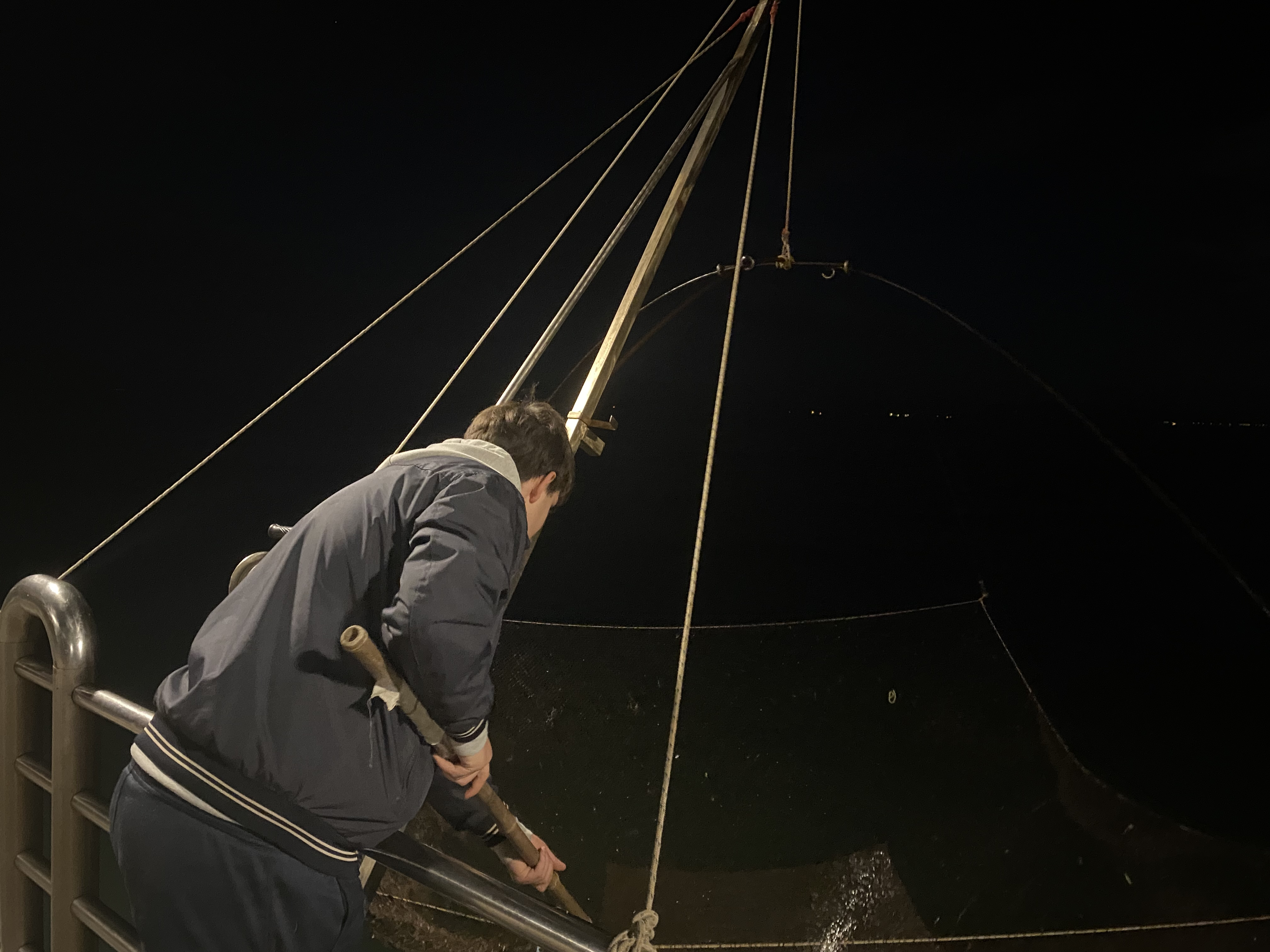
Gianfilippo Sacchelli, pescatore professionista, recupera i pesci presi con la sua rete a bilancia.

La rete a bilancia, detta anche bilancia, bilancella, bilancino o bilancetta è una rete da pesca di uso soprattutto dilettantistico.

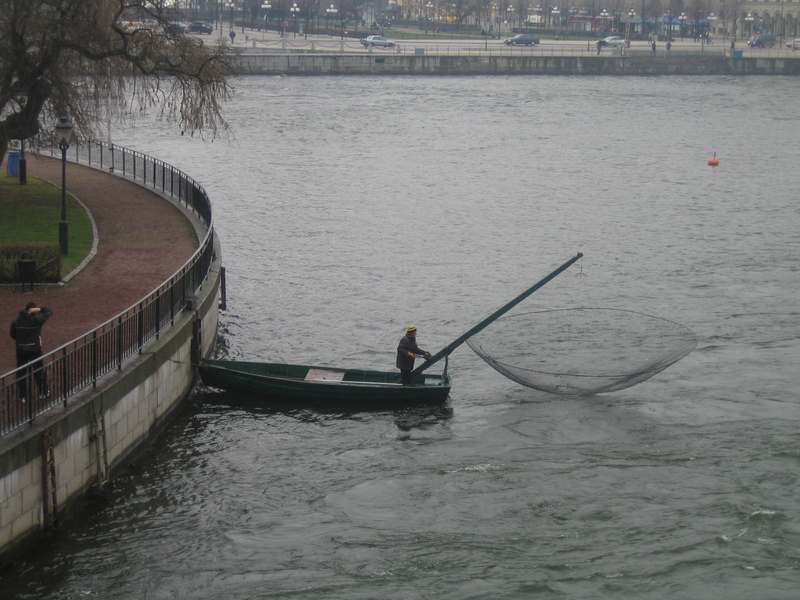

Le tipologie più grandi, utilizzate per la pesca professionale sono dette comunemente bilancioni o padelloni.

## Descrizione
La bilancia è formata da una pezza di rete unica di forma in genere quadrata portante agli angoli quattro asole che vengono fissate agli estremi di due aste metalliche incrociate. Nel punto di incrocio delle aste è fissato un cavo che consente di estrarre l'attrezzo dall'acqua. Questo cavo può essere fissato ad un palo, che viene alzato per issare la rete, oppure passare attraverso una carrucola, posta all'estremità del palo. In tal caso l'attrezzo viene salpato semplicemente ritirando la corda.

Nei bilancioni la rete è invece inserita su cavi che vengono ritirati da un motore elettrico.

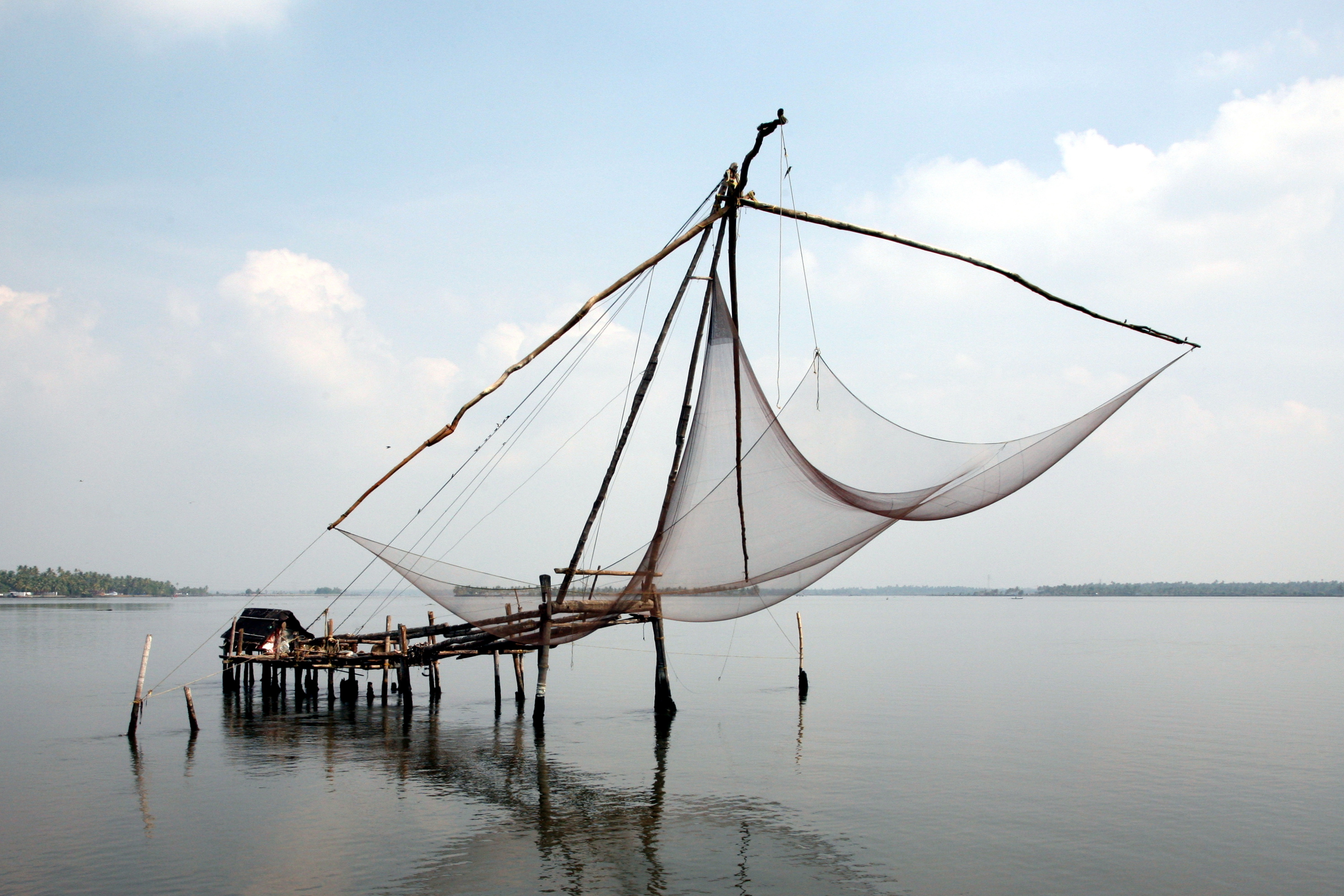

## Azione di pesca

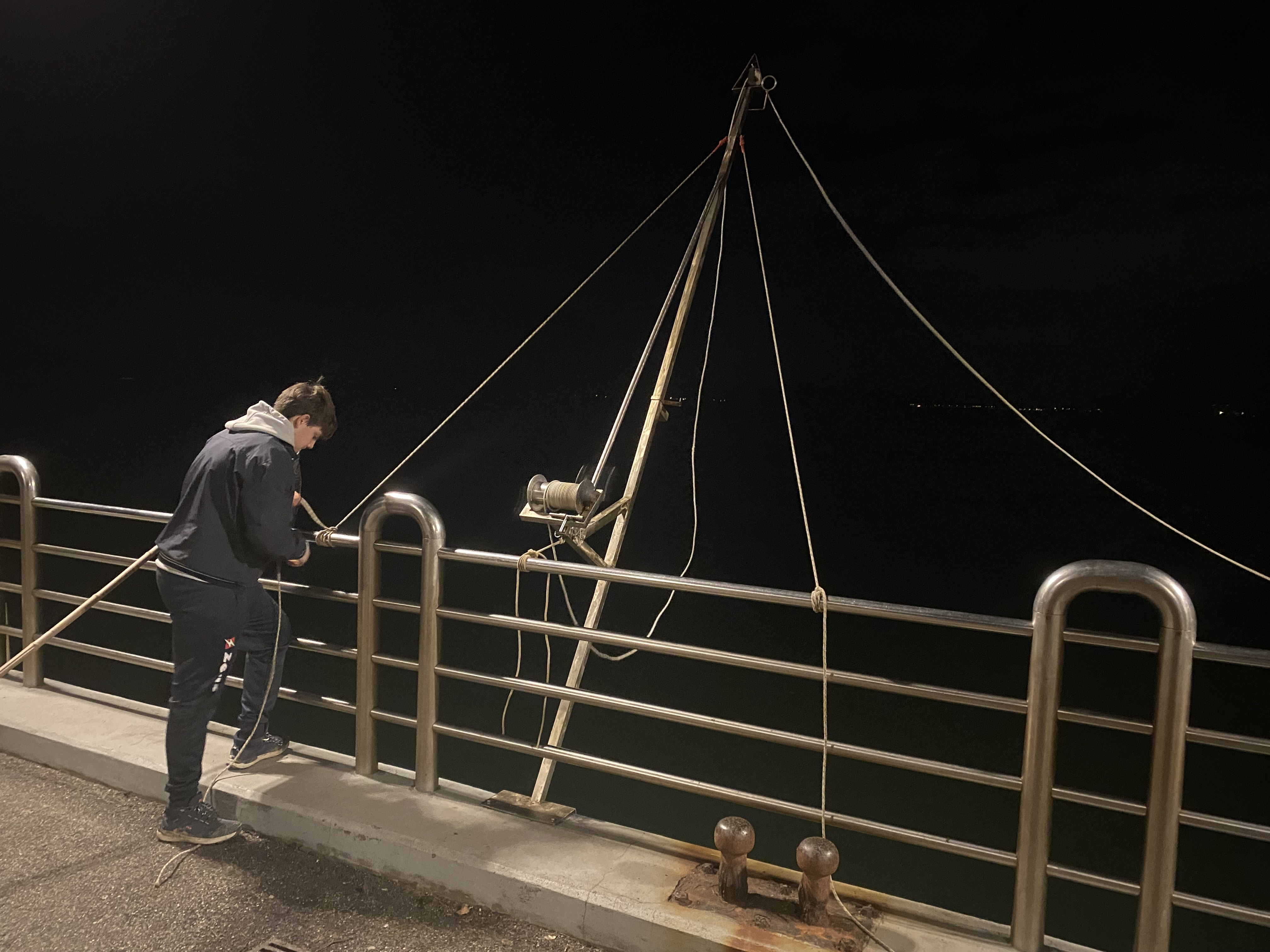
Montaggio della rete a bilancia.

La bilancia può essere fissata a terra o su  una imbarcazione; il palo viene legato con due corde fissate a picchetti o altri punti fissi.
La pesca può avvenire a vista, quando le acque sono molto chiare, o alla cieca, molto più comunemente; consiste nell'alzare più velocemente possibile la rete sperando che le prede non facciano in tempo a sfuggire. Per attrarre i pesci si può pasturare la zona di pesca.

## Luoghi di pesca
La pesca con la bilancia può venire effettuata sia nelle acque dolci di fiumi con corrente lenta, canali o laghi che in mare, nelle lagune e nelle foci; caratteristica fondamentale è che l'acqua sia poco profonda e a basse velocità. Questa tecnica di pesca è tipica del territorio emiliano-romagnolo; proprio a Ravenna, infatti, esiste la più antica corporazione di pescatori al mondo: la Casa Matha. La Corporazione ha rappresentato iconograficamente la tecnica di pesca a bilancia nel proprio stemma che si trova sul mercato coperto della città.

## Prede
In acqua dolce con la bilancia si possono fare ricchezza pescate di ciprinidi, anguille, persici sole, pesci gatto e talvolta lucci o persici, molto più difficile è catturare i salmonidi. In mare e acque salmastre lo scotto più alto viene pagato dai cefali, dagli sparidi, dai pesci piatti e dalle spigole. In caso di mare mosso ed acqua torbida si possono catturare anche gronghi e raramente in foce delle ombrine.

## Leggi
Nelle acque interne italiane non sono consentite le reti con maglia inferiore a 10 mm e di lato superiore a 150 cm.
in toscana il regolamento regionale 54r/2005 art 2 comma 5 e 6 ammette uso di bilancia con lato non superiore a 5 metri in acque di zone di foce o salmastre, specchi lacustri naturali o artificiali di rilevante superficie.